# Дорога на Рюбецаль (фільм)
«Дорога на Рюбецаль» (рос. «Дорога на Рюбецаль») — російський радянський художній фільм  1971 року, знятий режисером  Адольфом Бергункером за однойменним романом Ірини Гуро.

## Сюжет
Фільм-спогада про події другої світової війни. Історія німецького антифашиста Макса, який емігрував 1939 року в СРСР і воював в роки другої світової війни в партизанському загоні. Виконуючи відповідальне завдання по проникненню в тил ворога, він загинув.
Людмила, його соратниця по партизанській боротьбі, через багато років після війни, змогла здійснити їх давню мрію — піднятися на вершину гори Рюбецаль. Що таке Рюбецаль? В одному випадку, географічне поняття, в іншому, якщо брати ширше, — дух Рудних гір Сілезії, втілення негоди і обвалів, господар срібних жил і озер, у яких ніколи не відбивалося обличчя людини. Він був подорожнім в образі сірого ченця. Хорошим людям допомагав, поганим, з недобрим серцем і помислами, не давав дороги, заманюючи до прірви.

## У ролях
- Любов Румянцева — Людмила Чернова, «Черниш»
- Аурімас Бабкаускас — Микола Петров, Макс
- Олексій Ейбоженко — «Дід», командир партизанського загону
- Валентин Смирнитський — Бєльчик, Бєльченко
- Людмила Гурченко — Шура Соловйова
- Інгріда Андріня — Аннє-Марі
- Валентин Гафт — Апанасенко, Мітя Мельников
- Олена Корольова — Жанна
- Любов Соколова — Софія Михайлівна, мати Жанни
- Наталія Четверикова — Манєчка
- Віктор Семенівський — Голубєв
- Анда Зайце — епізод
- Йосип Конопацький — Прохор Петрович, розвідник
- Павло Кормунін — Захар Іванович, генерал (роль озвучив Ігор Єфімов)
- Август Балтрушайтіс — епізод
- Сергій Массарський — Петряєв, Петряй (роль озвучив Михайло Кононов)
- Петро Меркур'єв — німець
- Микола Муравйов — Сазонов, збитий льотчик
- Станіслав Соколов — Ганс
- Любов Тищенко — Нюрка, сусідка Шури Соловйової
- Георгій Штиль — Теодор Гільгер
- Людмила Нілова — епізод
- Ірина Каморна — епізод
- Наталія Байтальська — епізод
- Дмитро Зебров — епізод
- Ірина Соколова — епізод
- Тетяна Оппенгейм — епізод